# Tenis en silla de ruedas en los Juegos Paralímpicos
El tenis en silla de ruedas fue incluido en los Juegos Paralímpicos de Verano desde la novena edición que se celebró en Barcelona (España) en 1992.

## Ediciones
| N.º  | Año  | Sede           | País           |
| ---- | ---- | -------------- | -------------- |
| I    | 1992 | Barcelona      | España         |
| II   | 1996 | Atlanta        | Estados Unidos |
| III  | 2000 | Sídney         | Australia      |
| IV   | 2004 | Atenas         | Grecia         |
| V    | 2008 | Pekín          | China          |
| VI   | 2012 | Londres        | Reino Unido    |
| VII  | 2016 | Río de Janeiro | Brasil         |
| VIII | 2020 | Tokio          | Japón          |
| IX   | 2024 | París          | Francia        |

## Medallero histórico
- Actualizado hasta París 2024.[2]

| Núm. | País                          | Oro | Plata | Bronce | Total |
| ---- | ----------------------------- | --- | ----- | ------ | ----- |
| 1    | Países Bajos (NED)            | 22  | 16    | 11     | 49    |
| 2    | Japón (JPN)                   | 7   | 2     | 5      | 14    |
| 3    | Estados Unidos (USA)          | 6   | 7     | 4      | 17    |
| 4    | Reino Unido (GBR)             | 4   | 9     | 6      | 19    |
| 5    | Australia (AUS)               | 4   | 5     | 3      | 12    |
| 6    | Francia (FRA)                 | 3   | 4     | 7      | 14    |
| 7    | Suecia (SWE)                  | 1   | 2     | 0      | 3     |
| 8    | Israel (ISR)                  | 1   | 1     | 2      | 4     |
| 9    | Alemania (GER)                | 0   | 1     | 4      | 5     |
| 10   | Tailandia (THA)               | 0   | 1     | 0      | 1     |
| 11   | Argentina (ARG)               | 0   | 0     | 1      | 1     |
| 11   | Bélgica (BEL)                 | 0   | 0     | 1      | 1     |
| 11   | España (ESP)                  | 0   | 0     | 1      | 1     |
| 11   | República Popular China (CHN) | 0   | 0     | 1      | 1     |
| 11   | Sudáfrica (RSA)               | 0   | 0     | 1      | 1     |
| 11   | Suiza (SUI)                   | 0   | 0     | 1      | 1     |
|      | TOTAL                         | 48  | 48    | 48     | 144   |